# Ples zrcala
Ples zrcala je znanstveno fantastična priča koju je napisala Lois McMaster Bujold.
Miles je ubijen pri početku ove priče i glavni pokretač radnje je njegov brat klon Mark.
Knjiga je objavljena 1994. godine, osvojila je nagradu Hugo za najbolju kratku priču 1995. godine.

## Radnja priče
Mark se predstavlja kao Miles i uspijeva prevariti Slobodne dendarijske plaćenike da poduzmu misiju oslobađanja klonova a koji se drže "zatvorenim" na Jacksonovom Skrovištu. Kad Miles za to sazna, pokušava spasiti svoje jedinice kao i mlađega brata, ali je ubijen igličnom granatom. Njegovo tijelo stavljaju u krioničku komoru u nadi da će ga kad umaknu od progonitelja uspjeti oživjeti, ali ona se uspijeva izgubiti u povlačenju. Bolničar koji je bio zadužen za kroničku komoru uspijeva ju sakriti od neprijatelja, ali malo nakon toga i on je ubijen, tako da nitko drugi ne zna gdje se ta komora sada nalazi.
Dendariji odvode Marka Milesovim roditeljima na Barrayar. Cordelia ga prihvaća kao svog sina i službeno je prihvaćen kao član obitelji. Nakon nekog vremena, Mark zaključuje (uz podatke koji su bili pokupljeni s posljednje misije) da je Miles još uvijek na Jacksonovom Skrovištu i odlučuje otići tamo osobno da ga potražiti, jer mu CarSig ne vjeruje. Cordelia mu pomaže tako što mu kupuje svemirski brod.
U međuvremenu, Milesa su oživjele Durone, grupa istražitelja koji su svi klonovi medicinskog genija, oni su zaposleni za planetarnog sizerena, Barona Fella. Zbog pretrpljenog šoka Milesu je potrebno znatno vremena kako bi mu se vratilo pamćenje, a liječnici koji se brinu oko njega nisu sigurni je li on Mark, Admiral Naismith ili Miles Vorkosigan (nisu svjesni Milesovog dvostrukog identiteta). Mark uspješno pronalazi Milesa, ali je uhvaćen od Milesovog starog neprijatelja, Barona Ryovala. Ovaj ga drži zarobljenog i podvrgava ga različitim oblicima okrutnog mućenja punih pet dana. Napor i trauma izazivaju cijepanje Markove ličnosti u četiri pod osobe: Ždero koji je proždrljivac, Gunđala koji je nastran, Bukača koji je mazohist i Ubojice čije ime jasno sugerira koja je bila njegova specijalnost. Oni zajedno sakrivaju i štite nježnu Markovu osobnost dok Ubojica čeka pravo vrijeme. Kad se Ryoval izfrustrira, jer Mark ne pokazuje one reakcije koje je ovaj očekivao, i kad se odluči osobno pobrinuti s tim problemom, Ubojica napada i Mark se oslobađa svojeg zatvora.
Mark prodaje Ryovalove tajne, a koje su dostupne samo putem šifriranog prstena, Baronu Fellu za dva milijuna Betanskih dolara pod uvjetom da se dozvoli Durona Grupi da napuste Jacksonovo Skrovište i odu gdje god oni žele. Dva brata su tako uspjela poremetiti omjer snaga na Jacksonovom Skrovištu.
Nažalost, kod Milesa se javljaju neugodne posljedice zbog njegove smrti i ponovnog oživljavanja. Mark ima svoje vlastite probleme koji su povezani s njegovom prvotnom svrhom, a i mučenjem kojem je bio podvrgnut dok je bio trenirao za ubojicu, kao i dodatnim ozljedama zadobivenim na Jacksonovom Skrovištu. Obraća se svojoj majci s molbom da mu pomogne i ona ga upućuje na koloniju Beta na prikladni postupak oporavka.